# Magmatisk bergart

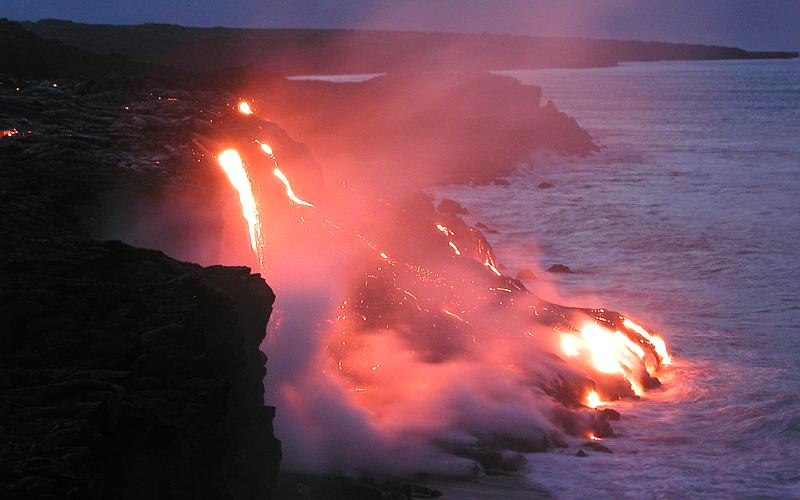
Såhär kan bildandet av en magmatisk bergart gå till, lavan på bilden är från vulkanen Kilauea, Hawaii.

En magmatisk bergart, även kallad magmabergart eller magmatit, är en bergart som bildats genom att magma har stelnat i eller ovanför jordskorpan. Magmatiska bergarter består av kristallina mineral eller glas.
Magma innehåller ofta förutom smält bergartsmineral även gaser och kristaller. Bergarter kan inte smälta helt så smältan är alltid partiell. Magma har lägre densitet än materialet i jordskorpa och mantel och stiger därför upp genom litosfären mot jordytan. När magman tar sig genom litosfären så rör den sig oftast med en sträcka på mellan 0,3 och 50 meter på ett år, men vissa magmor, till exempel de som bildar lamprofyrer och kimberliter, kan röra sig så snabbt som 15 meter i sekunden. När magman svalnar och kristalliserar vid temperaturer på omkring 700–1100 °C bildas de magmatiska bergarterna. Olika mineral kristalliserar vid olika temperaturer, detta beskrivs i Bowens reaktionsserie.

## Olika bildningssätt
Man skiljer på var bergartssmältan har stelnat. Intrusiva magmatiska bergarter har bildats genom att magma har trängt genom (intruderat) och stelnat i tidigare bergarter. En bergartskropp som bildats på detta sätt benämns som en intrusion eller ett intrusiv, dessa två namn kan även syfta till den magma som senare bildar en sådan bergartskropp. Extrusiva bergarter som även kallas även eruptiva bergarter eller effusiva bergarter och består av lava som trängt fram ur en vulkankrater eller markspricka och sedan kylts av och stelnat vid kontakt med luft eller vatten.
En anatektisk bergart är en magmatisk bergart som skapats av magma (anatektisk magma) som består av uppsmälta tidigare bergarter.

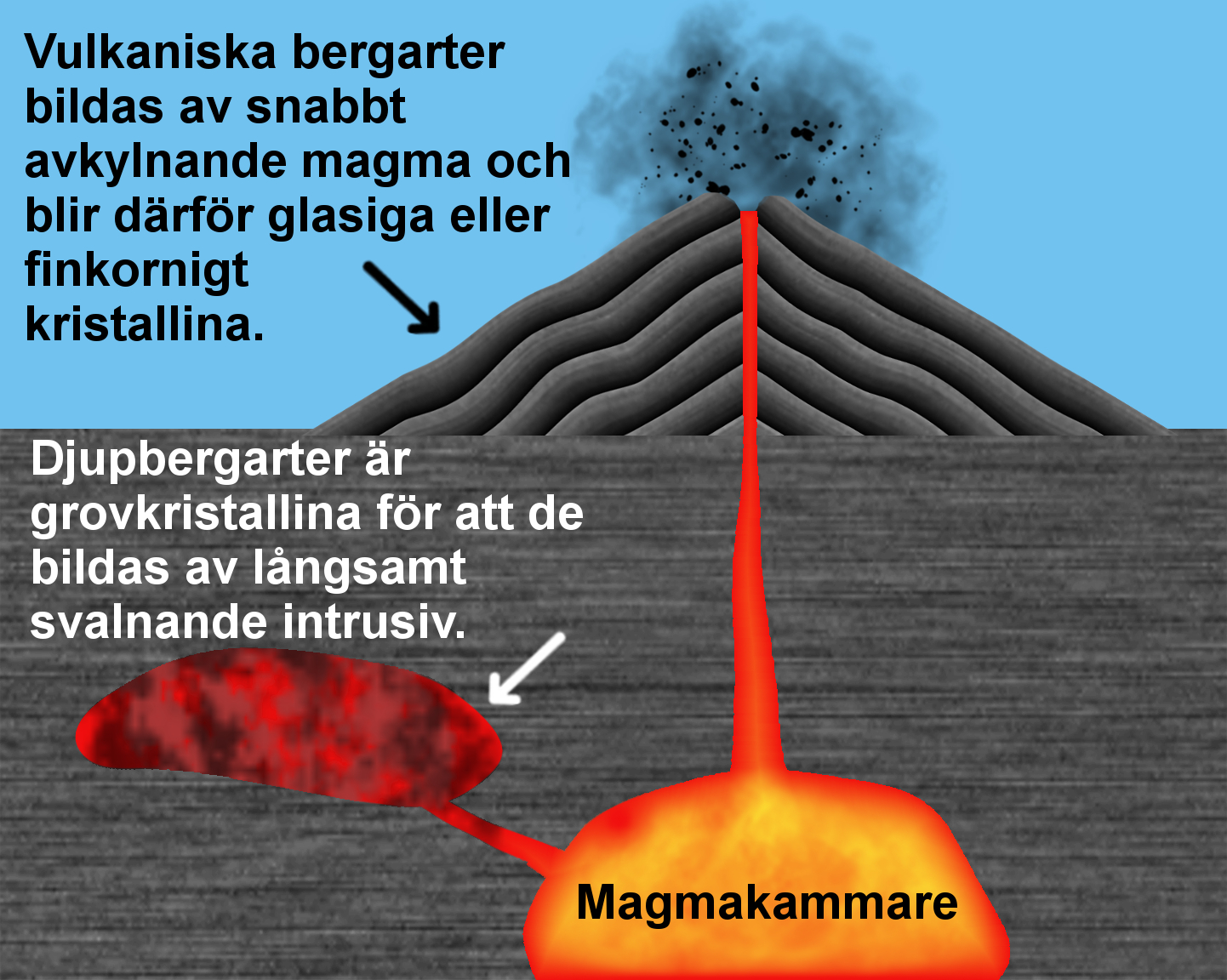

### Vulkaniska bergarter
Vulkaniska bergarter, även kallat vulkanit, är magmatiska ytbergarter (ej att förväxla med sedimentära ytbergarter) och har bildats genom vulkanism på eller ytligt under jordytan.
Magmor som blivit mycket snabbt avkylda blir glasiga. Glas är ett amorft material vilket innebär att det har en inre oordnad struktur, till skillnad från den hos fasta kristallina ämnena. Den snabba övergången från ett hett tillstånd där partiklarna i magman rör sig relativt fritt i förhållande till varandra till ett tillstånd där mycket lite rörelse är möjlig gör att partiklarna inte hinner få en ordnad struktur innan materialet stelnat. Färg och fysiska egenskaper varierar beroende på sammansättning och avkylningshastighet. Glasiga vulkaniska bergarter förekommer både i ytnära subvulkaniska intrusioner och i olika lavaflöden.
Pelarförklyftning är en struktur skapad av vulkanism. Oftast skapat av ett basaltisk flöde bestående av lava eller ett ytnära intrusivt flöde. De består av pelare som kan vara sexkantiga och alltid är vinkelrätt orienterade mot bergartsflödenas avkylningsytor.
Exempel på vulkaniska bergarter är bland andra tuff, ignimbrit, pimpsten och hyaloklastit (fler exempel nämns nedan under rubrikerna lavabergarter och pyroklastiska bergarter).

#### Lavabergarter
Lavabergarter kan även kallas lava, likt den flytande bergartssmälta de bildas av.
Lavaplatåer är vidsträckta, ofta flera tusen kvadratkilometer vida formationer uppbyggda av lava från sprickeruptioner oftast bestående av basalt.
Exempel på lavabergarter är ryolit, obsidian, vissa porfyrer, basalt, andesit, kuddlava, trakyt, dacit och fonolit.
Basalt som är jordens vanligaste vulkaniska bergart dominerar den övre delen av havsbottnarna. Platåbasalter förekommer mer lokalt över stora områden på kontinenterna. Basalter är finkorniga till mycket finkorniga och är i färskt oomvandlat tillstånd svarta bergarter. De består främst av plagioklas, pyroxen och magnetit.
Kuddlava bildas när basaltisk till andesitisk lava kommer i kontakt med havsvatten och skapar kuddliknande formationer som ofta täcks med spilit vilket innebär att havsvattnet byter ut plagioklaset i lavan till albit och sekundära mineral bildas.
Fonolit består av kalifältspat och nefelin och har fått sitt namn av att det kan klinga när man slår på den med till exempel en hammare. Man kan se resten av ett fonolitfyllt vulkanrör i Wyoming, USA kallat Devils Tower.

##### Pyroklastiska bergarter
Pyroklastiska bergarter kallas även pyroklastit och är extrusiva bergarter som bildas av luftburet vulkaniskt material. Exempel på pyroklastiska bergarter är vulkaniska bomber, scoria, pélés hår och pélés tårar.

### Gångbergarter
Gångbergarter är intrusiva magmatiska bergarter som har stelnat i sprickor och gångar i jordskorpan ofta närmare jordytan. Exempel på gångbergarter är pegmatit, aplit, lamprofyr, diabas, hyperit, hyperitdiabas, gångporfyr, och rombporfyr.
Pegmatit är en gångbergart som är extremt grovkornig liknar granit i sin sammansättning. Den skapas genom utfällningar av vattenrika rester av en granitisk magma. Huvudsakligen består pegmatit av fältspat och kvarts. Pegmatit bryts för fältspat men också på grund av att det kan innehålla sällsynta mineral.
Aplit kallas en gångbergart med ett innehåll liknande pegmatit men som är finkornig.
Hyperit är en kiselsyrafattig bergart som stelnat i breda gångar. Man har hittat hyperit från Värmland till Skåne.

#### Lagergångar
Lagergångar kallas gångar som är formade som horisontella skivor.

### Djupbergarter
En djupbergart kallas även plutonisk bergart eller plutonit och är en intrusiv bergart som bildas när magma stelnar djupt ner i jordskorpan.
Batoliter är formationer av djupbergartskroppar med en komplex uppbyggnad som kan ha en tvärsnittsarea på 100 till 100 000 km2. Batoliter har ofta byggts upp av flera mindre plutoner.
Exempel på djupbergarter är granit, syenit, nefelinsyenit, tonalit, gabbro, larvikit, monzonit, norit, diorit och granodiorit.
Bergarten granit förekommer i många former, till exempel den sällsynt förekommande ögondioriten som har en struktur av 5–15 centimeter stora klot i en grundmassa.

## Textur och struktur
Struktur handlar om till exempel former och mönster man kan upptäcka hos en bergart utan att använda mikroskop eller liknande till hjälp. Textur syftar till mikroskopiska egenskaper hos en bergart.
Glasiga eller finkorniga magmatiska bergarter kan få en våg- eller virvelformad struktur kallad flytstruktur eller fluidalstruktur. Exempel på en bergart där en sådan struktur är tydlig är foyait. Foyait är en nefelinsyenitisk bergart som är rik på alkalifältspatkristaller, det är dessa kristaller som har orienterats så att flytstrukturen blir mer märkbar.

## Kemisk klassificering
När man gör en kemisk klassificering av bergarter är halten av kiseldioxid (SiO2) viktig. Det finns olika sätt att klassificera bergarter utifrån deras halt av kiseldioxid. Förutom en magmas temperatur och innehållet av volatila komponenter så har halten kiseldioxid en inverkan på hur lättflytande magman är. Magma som innehåller mycket kiseldioxid tenderar att vara mer trögflytande än de med mindre halter kiseldioxid.

### Felsisk till ultramafisk
- Felsiska bergarter har en SiO2-halt på 66–76 %. De innehåller mycket kalium och aluminium och är oftast ljusa. De består till största delen av felsiska mineral som till exempel kvarts, kalifältspat, biotit och muskovit. Felsiska bergarter blir till i subduktionszonerna mellan oceaniska och kontinentala litosfärplattor. Exempel är ryolit och granit.
- Intermediära bergarter har en SiO2-halt på 52–65 %. Övrigt innehåll och fysiska egenskaper varierar mellan de som är vanliga för de felsiska och de mafiska bergarterna. Intermediära bergarter blir till i subduktionszoner vid öbågevulkanism. Exempel på intermediära djupbergarter är diorit och granodiorit. Andesit är ett exempel på en intermediär ytbergart.[4]
- Mafiska bergarter har en SiO2-halt på 45–52 % och är rikliga på magnesium, järn och kalcium. De innehåller mineral som olivin, pyroxen, amfibol och biotit.[35]
- Ultramafiska bergarter  har en SiO2-halt på 38–45 % och under 10 % fältspat. Färgen är mycket mörkt grå, ibland skiftande i grönt.[4]

### Sur till ultrabasisk
Man kan dela in bergarter i sura, intermediära, basiska och ultrabasiska bergarter. Användandet av termer som sur och basisk har inom klassificeringen av magmatiska bergarter ingen koppling till pH, utan reflekterar halten kiseldioxid (SiO2) hos bergarten. Sura och intermediära bergarter kan bestå av material från en tidigare jordskorpa eller ha från material i manteln medan basiska och ultrabasiska bara har sitt ursprung från manteln.
- Sura bergarter har en SiO2-halt som är över 63 %.
- Intermediära bergarter har en SiO2-halt på mellan 52 och 63 %.
- Basiska bergarter har en SiO2-halt på 45–52 %.
- Ultrabasiska bergarter har en SiO2-halt som är under 45 %.

## Exempel på magmatiska bergarter

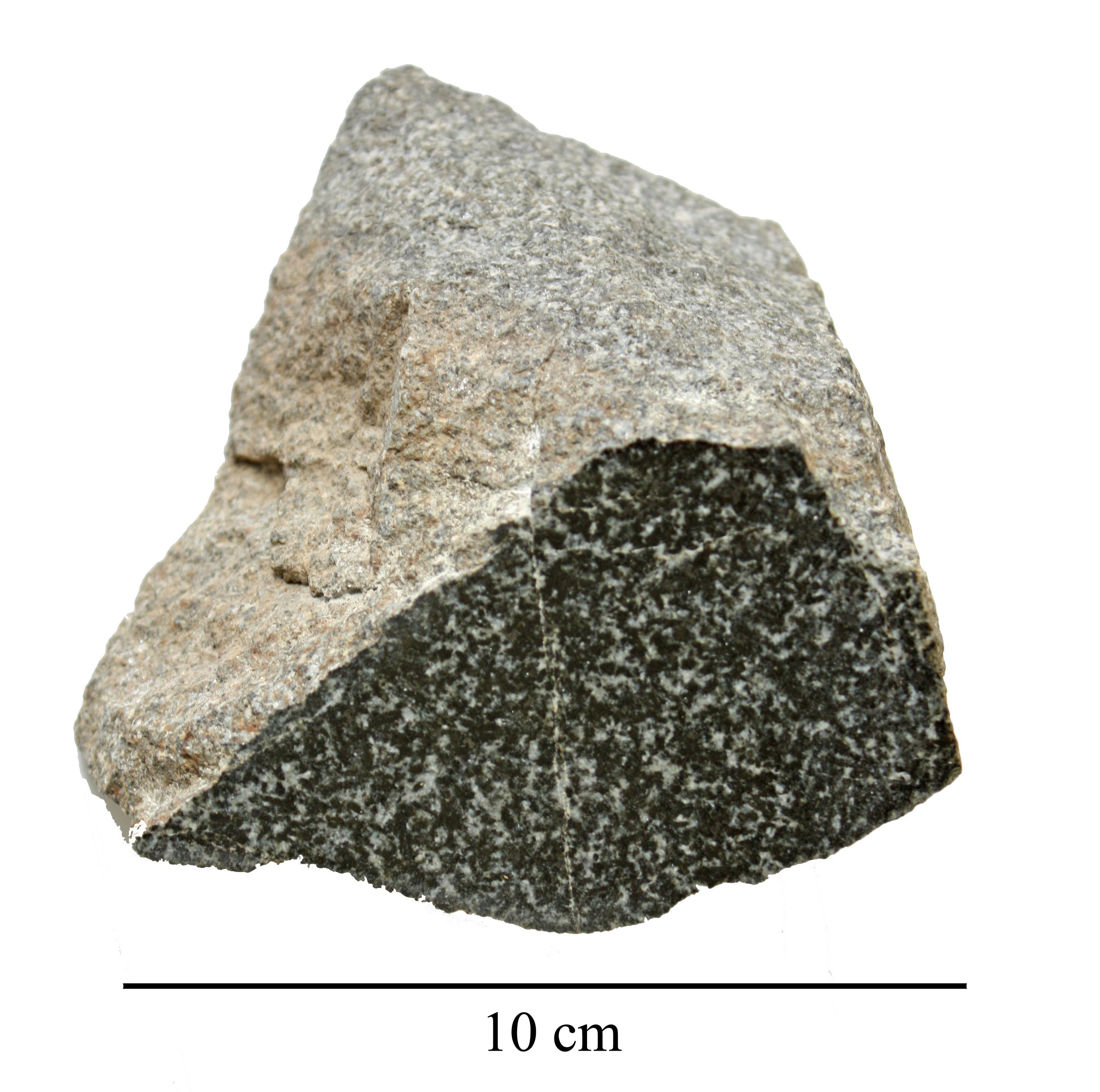
Diabas
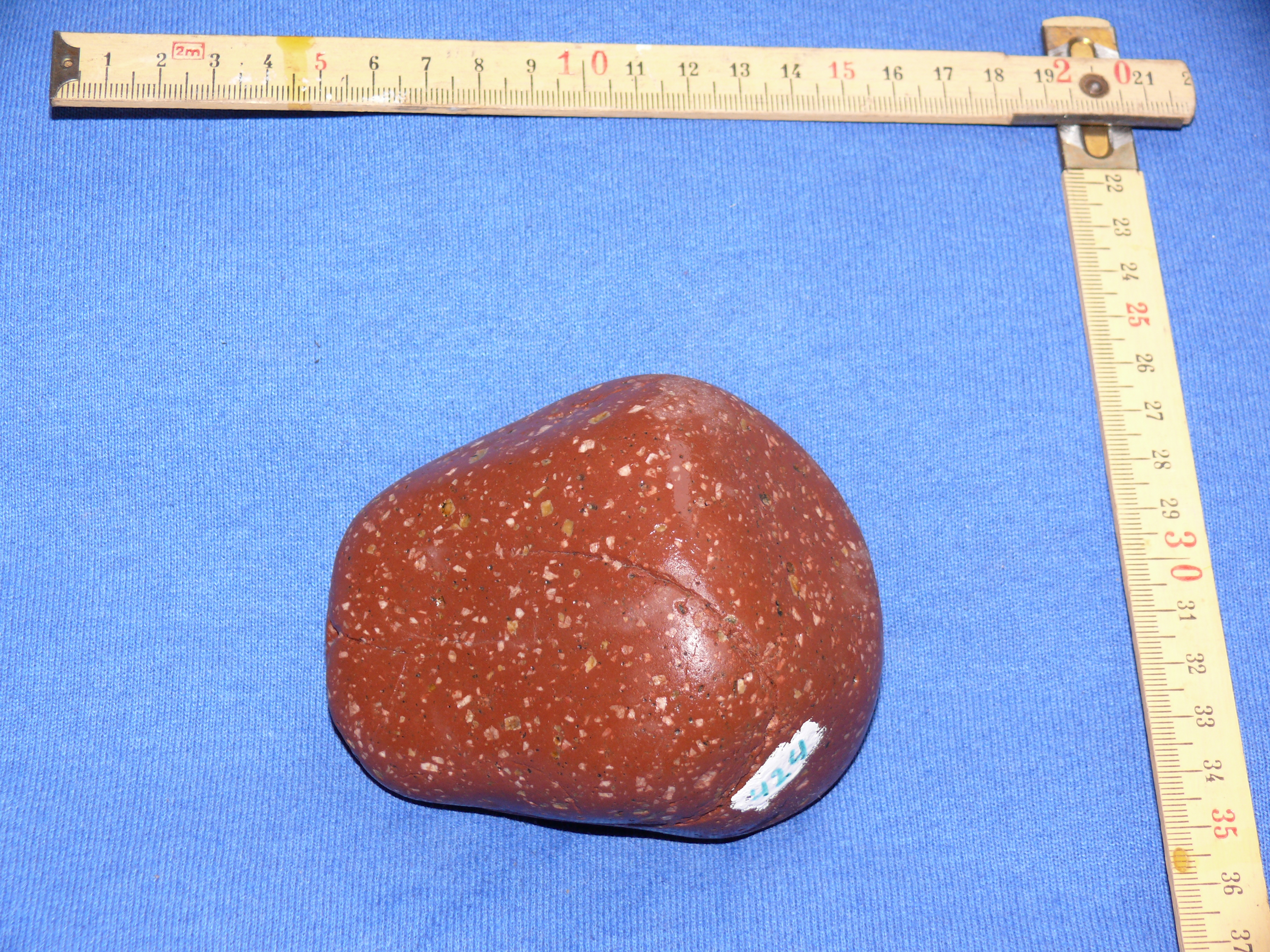
Porfyr
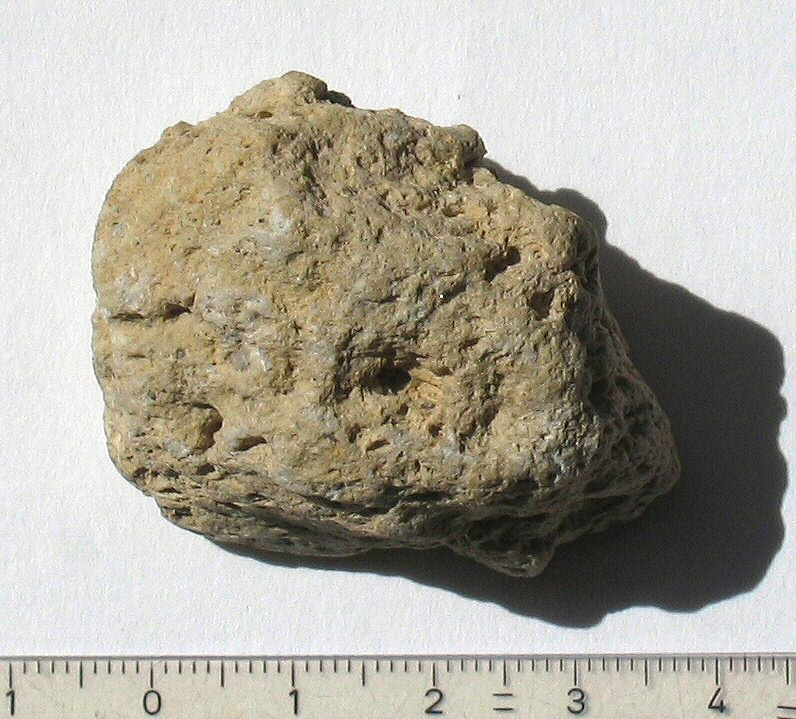
Pimpsten
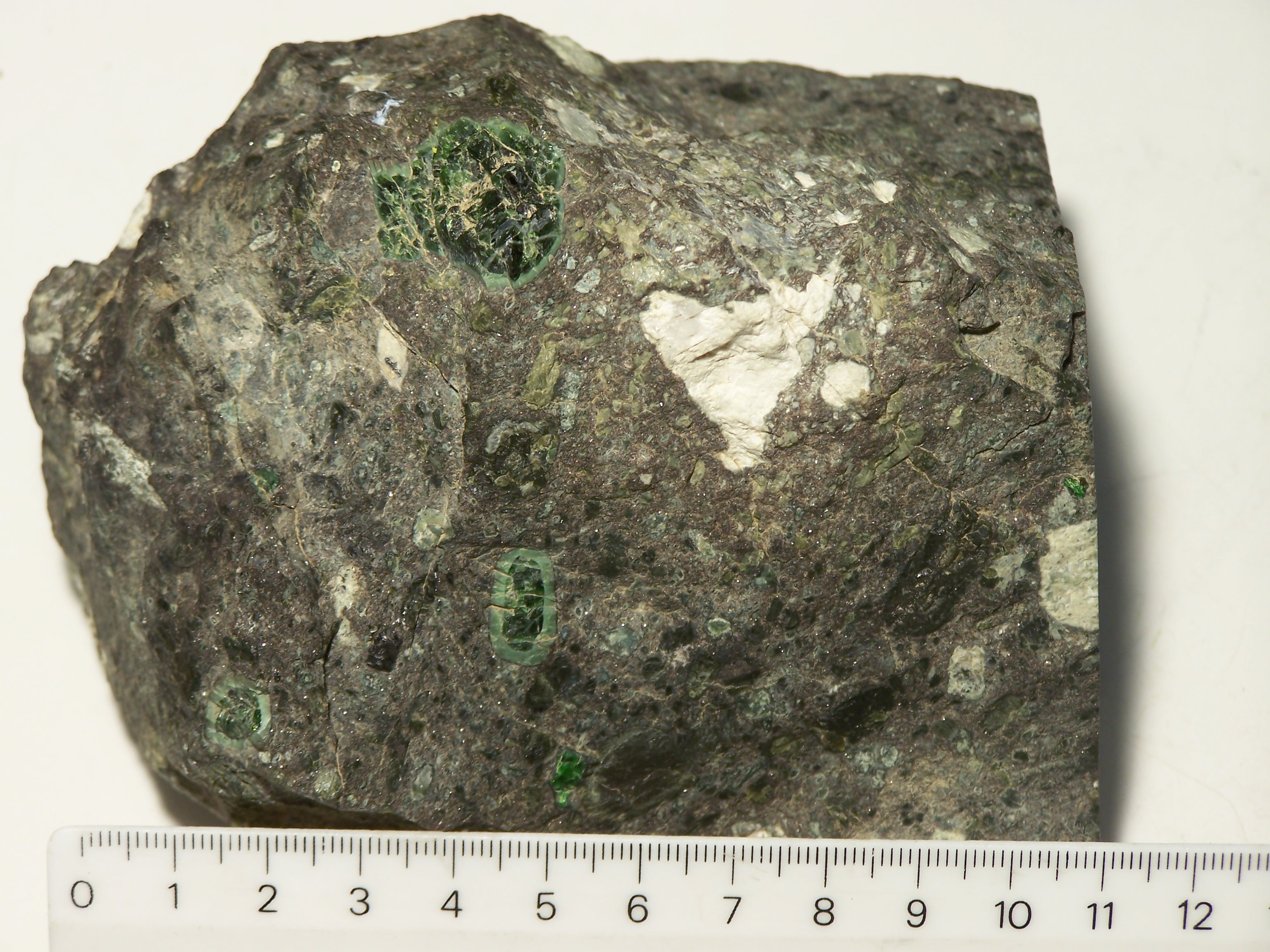
Kimberlit
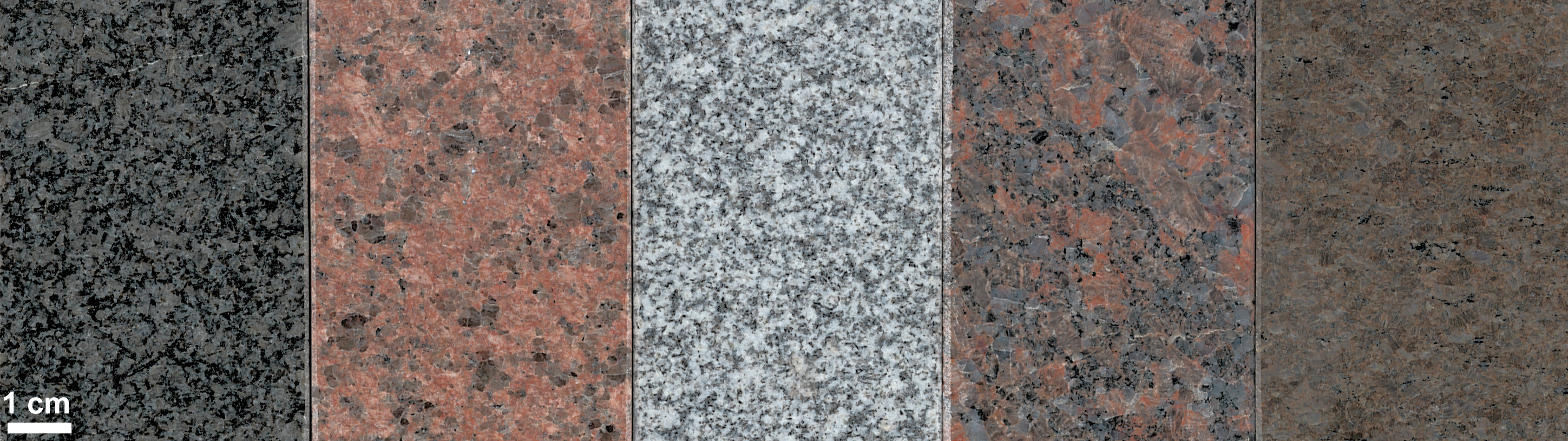
Granit
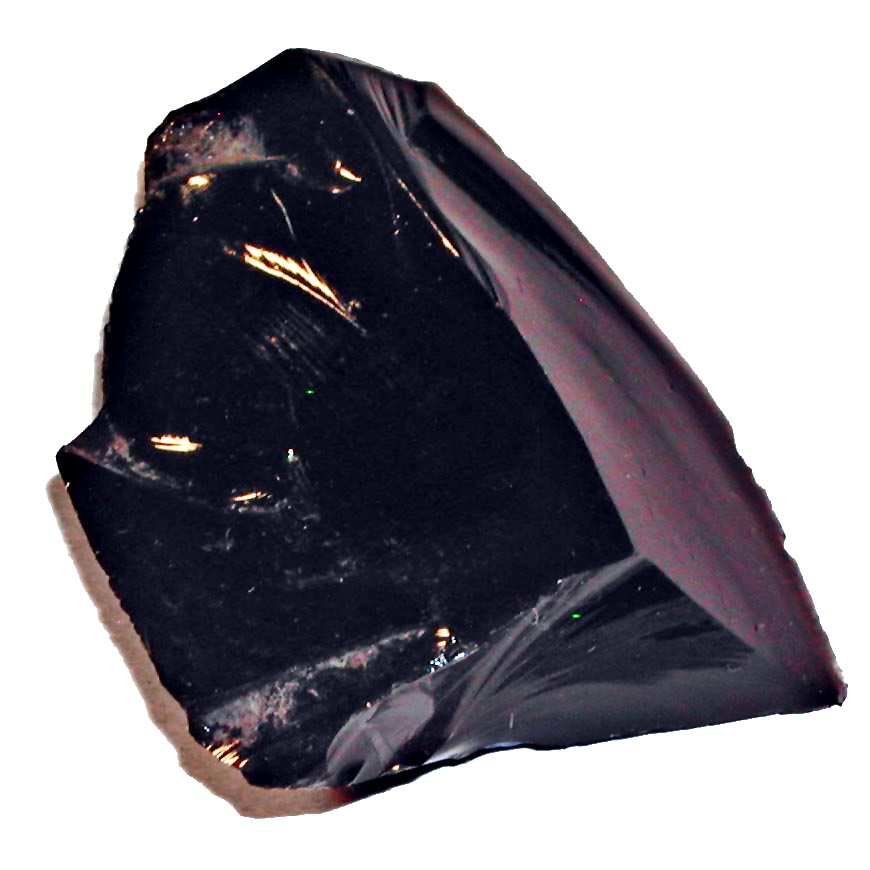
Obsidian
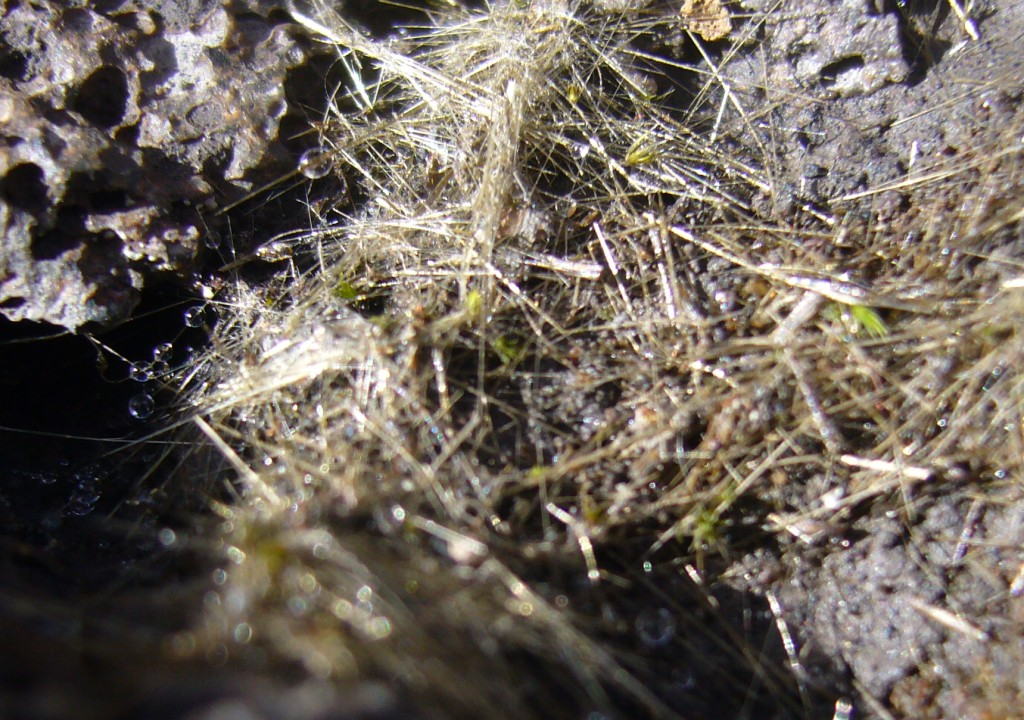
Pélés hår